# Júnia Silana
Júnia Silana (en llatí: Junia Silana) va ser una dama romana del segle i filla de Marc Juni Silà, cònsol l'any 19, i germana de Júnia Claudil·la, esposa de Calígula.
Tàcit diu que era de família noble i molt bella, i estava casada amb el jove i bell Gai Sili. El seu matrimoni, però, va ser difícil, atès que Valèria Messal·lina, esposa de l'emperador Claudi, se'n va enamorar perdudament i el va fer divorciar de Júnia Silana l'any 47 per casar-s'hi ella, amb tots els ritus legals del connubium, durant una absència de Claudi. En assabentar-se'n, Claudi va ordenar la mort Messal·lina i Sili.
Uns anys més tard, ja sota el regnat de Neró, Silana apareix com a amiga d'Agripina, la mare de Neró. Silana, d'edat ja una mica avançada, vídua i de gran fortuna, festejava amb el jove Sexti Africà. Agripina, gelosa de l'amor i desitjosa d'impedir que el jove heretàs tota la fortuna de l'amiga, va impedir el casament. Posteriorment, Silana es va venjar d'Agripina tot enfrontant el fill, Neró, amb la mare: va acusar Agripina de voler casar-se amb Rubel·li Plaute i així destronar a l'emperador. Però Agripina no havia perdut encara la seva influència i va fer condemnar Júnia Silana a l'exili. Més tard va tornar a Itàlia, i va morir a Tarent abans de l'any 59.